# Ain't No Grave
Ain't No Grave (conosciuto anche come Gonna Hold This Body Down) è un brano musicale gospel composto da Claude Ely nel 1934.

## Il brano
Fu lo stesso Ely a raccontare di aver composto la canzone nel 1934 quando aveva dodici anni mentre era malato di tubercolosi. I famigliari pregavano per la sua salute, e per tutta risposta egli iniziò a suonare spontaneamente la canzone. Originariamente incisa da Bozie Sturdivant nel 1941 sotto forma di lento spiritual negro, e nel 1946-47 da Sister Rosetta Tharpe in stile jazz; la versione di Ely fu registrata solo nel 1953. Molti artisti hanno reinterpretato la canzone nel corso degli anni, incluso Johnny Cash nel suo album postumo American VI: Ain't No Grave.

## Cover
- Nel 1989 Russ Taff reinterpretò il brano sul suo album The Way Home, e anche nel 1991 sull'album Under Their Influence.
- Nel 2006 Crooked Still registrò la canzone sull'album Shaken by a Low Sound.
- Nel 2010 la versione di Johnny Cash venne pubblicata sull'album postumo American VI: Ain't No Grave.
- Nel 2015 Tom Jones registrò una versione del brano per il suo album Praise & Blame.

## Riferimenti in altri media
- Nel 1967 la canzone venne inserita nella colonna sonora del film Nick mano fredda, eseguita da Harry Dean Stanton.[4]
- Nel 1997 è stata inserita nella colonna sonora del film L'apostolo, eseguita da Robert Duvall.[5]
- Nel 2011 il wrestler della WWE The Undertaker utilizzò la canzone nella versione di Johnny Cash come sua musica d'entrata sul ring durante Wrestlemania XXVII.[6]
- Nel 2012 Quentin Tarantino utilizzò la versione di Cash di Ain't No Grave per il trailer del film Django Unchained.[7]
- Nel 2016 la versione di Cash del brano è stata inserita nei titoli di coda del primo episodio della serie televisiva Westworld - Dove tutto è concesso.[8]
- Nel 2017 la reinterpretazione di Cash di Ain't No Grave è stata inserita nel secondo trailer del film Pirati dei Caraibi - La vendetta di Salazar.[9]